# Себрерос
Себрерос (ісп. Cebreros) — муніципалітет в Іспанії, у складі автономної спільноти Кастилія-і-Леон, у провінції Авіла. Населення — 3444 особи (2010).
Муніципалітет розташований на відстані близько 65 км на захід від Мадрида, 29 км на південний схід від Авіли.
На території муніципалітету розташовані такі населені пункти: (дані про населення за 2010 рік)
- Себрерос: 3395 осіб
- Ель-Кексігаль: 8 осіб
- Санта-Леонор: 11 осіб
- Сона-дель-Пантано-де-Сан-Хуан: 30 осіб

## Демографія
Динаміка населення (INE ):

## Галерея зображень

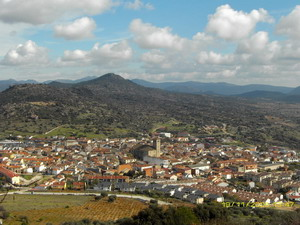
Себрерос